# Auror
Auror je zanimanje iz čarobnjačkog sveta Harija Potera. Auror je zaposleni u Ministarstvu magije čija je misija da prati i hvata tamne čarobnjake. Aurorov posao je da čuva i brani čarobnjake i normalce. Da bi postao auror, čarobnjak mora da prođe dosta ispita.
U serijalu o Hariju Poteru, aurori koji se pojavljuju su Alastor Mudi, Nimfadora Tonks, Kingsli Šeklbolt, Džon Doliš, Frenk i Alis Longbotom, Rufus Skrimgur, Gevejn Robards, Hefestus Gour, Praudfut, Sevedž i Vilijamson. Prema Dž. K. Rouling, Hari Poter se je sa 17 godina pridružio odeljenju i 2007. napredovao do glavne pozicije u istom.